# Вулиця Охтирський Шлях (Полтава)
Вулиця Охтирський Шлях — найбільша вулиця Полтави на лівому березі Ворскли. Пролягає від площі Слави і моста через річку на північ у напрямку Сум. Міське продовження автошляху Суми — Полтава (автомобільний шлях Н12 національного значення).
Колишня вулиця Петропавлівська. В 1930-х роках на честь учасника американського руху за права робітників, анархіста Ніколи Сакко.
В рамках деколонізації у 2023 році отримала назву Охтирський Шлях.
Вулиця з'єднує декілька територіальних утворень Подільського району Полтави — Пост-Островок, Лісок, Новобудова, Дублянщина.
На вулиці Охтирський Шлях розташовані Полтавський професійний ліцей (вул. Охтирський Шлях, 16), гімназія № 21 (вул. Охтирський Шлях, 19), дитяча музична школа № 2 ім. Шаповаленка (вул. Охтирський Шлях, 14), вечірня змінна школа № 1 (вул. Охтирський Шлях, 14).

## Галерея

Пам'ятний знак полеглим воїнам-землякам, вул. Охтирський Шлях, 16А
Пам'ятний знак полеглим воїнам-землякам, вул. Охтирський Шлях, 173
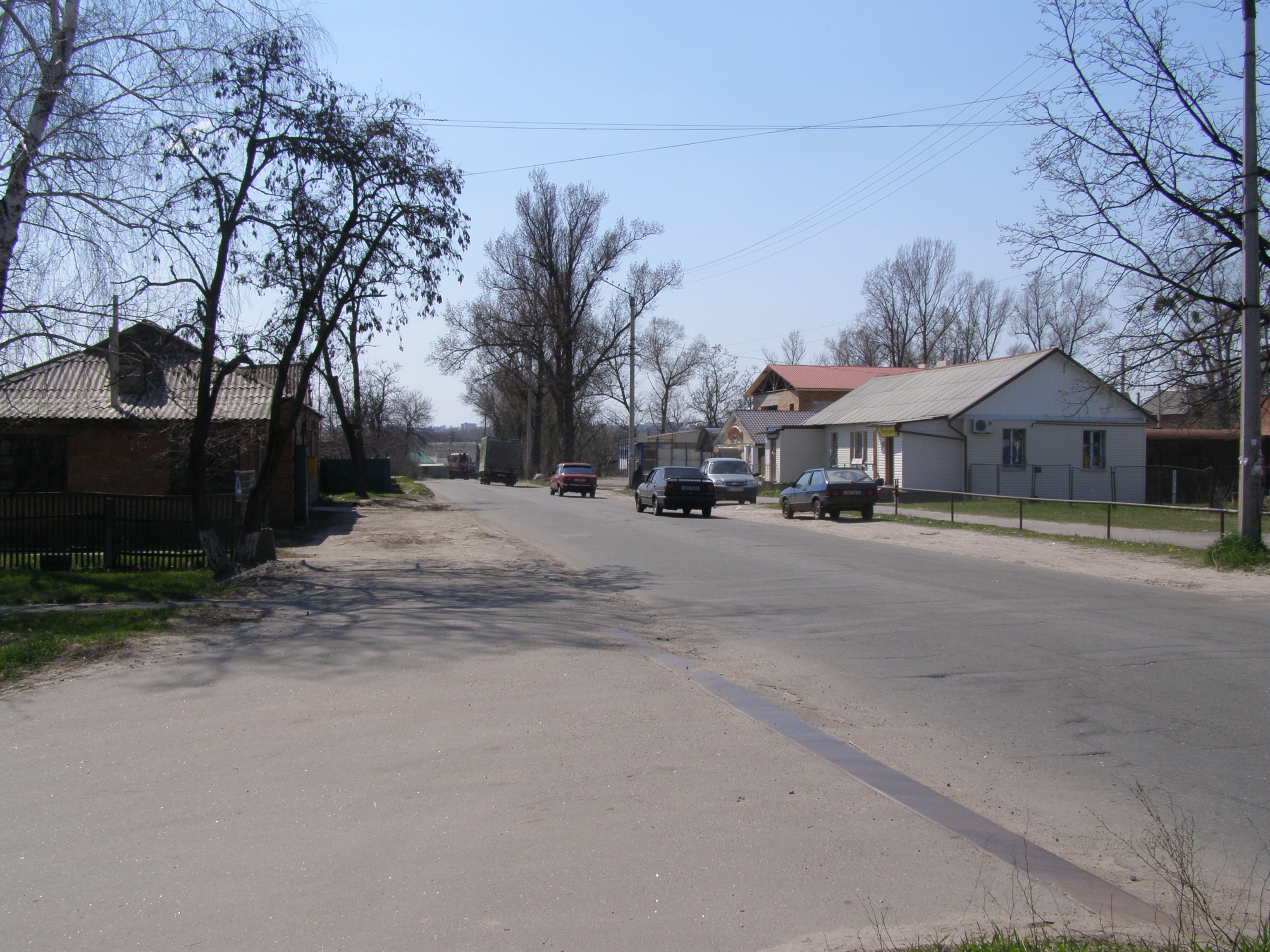
вулиця Охтирський Шлях